# Кечки, Маргит
Маргит Кечки (венг. Köcski Margit; род. 26 декабря 1945) — венгерский психолог, кандидат психологических наук 

## Биография
Аспирантка А. Н. Леонтьева.
Наблюдая (совместно с Ласло Гараи), как происходит дифференциация социальных позиций ребёнка в структуре расширенной семьи, она нашла изоморфию между формированием этой структуры и структуры речи.
Традиционную методику наблюдать подражание ребёнком взрослым и детским образцам Кечки дополнила наблюдением нарочитого не-подражания с учётом взаимно дополнительных позиций в социальной ситуации. Она показала, что объектом подражания часто выступает не индивид, а межиндивидуальное отношение: как воспитатель, врач, взрослый член окружения и т. п. обращается с ребёнком, так же и сам ребёнок будет обращаться со своей куклой, с товарищем по игре и т. п.; в такого рода подражательных актах формируются способности ребёнка обращаться с самого разного типа строгими структурами отношений (логико-математических, лингвистических, моральных и т. п.), Маргит Кечки считает.